# Dypsis canaliculata
Espèce
Statut de conservation UICN

 CR D : 
En danger critique
Dypsis canaliculata est une espèce de palmiers (Arecaceae), endémique de Madagascar. En 2012 elle est considérée par l'IUCN comme une espèce en danger critique d’extinction. Alors qu'en 1995 elle était considérée comme une espèce éteinte à l'état sauvage.

## Répartition et habitat
Cette espèce endémique de Madagascar est présente entre 250 et 650 m d'altitude. Elle pousse dans la forêt tropicale humide de basse altitude.